# Шосе A13 (Латвія)
Шосе A13, Кордон Росії (Гребньова) — Резекне — Даугавпілс — кордон Литви (Медумі) — латвійська автомагістраль вищої категорії, яка з'єднує російський кордон у Гребньові через Резекне та Даугавпілс з литовським кордоном у Медумі. A13 (за винятком двох ділянок у Резекне та Даугавпілсі) є частиною міжнародної магістралі E262. Загальна протяжність автомагістралі становить 163,4 км, на всьому протязі вона покрита асфальтобетоном.

## Історія
16 липня 1828 року за наказом імператора Російської імперії Миколи I розпочато проектування поштового тракту Варшава-Каунас-Даугавпілс-Петербург. Будівельні роботи велися з 1830 по 1836 рік.

## Реконструкція
29 січня 2015 року було оголошено тендер на реконструкцію ділянки Каліші — Медумі автомагістралі А13 (156,4-163,1 км). 16 лютого 2015 року було підписано контракт на реконструкцію ділянки A13 в Резекне (53,2-53,4 км) з SIA BF "Ceļi un tilti" за контрактною вартістю 129 140 євро.